# صالح‌آباد (سقز)
صالح‌آباد(به کردی: ساڵحاوا، Salliḧawa) روستایی از توابع بخش زیویه در شهرستان سقز است که در استان کردستان ایران قرار دارد.

## جمعیت
این روستا در دهستان تیلکوه واقع شده و براساس سرشماری سال ۱۳۸۵، جمعیت آن ۹۱ نفر (۱۵ خانوار) بوده‌است.